# West Branch (Michigan)
Pour les articles homonymes, voir West Branch.
West Branch est une ville américaine dans le Michigan. Selon le recensement de 2010, sa population est de 2 139 habitants. Elle est le siège du compté d’Ogemaw. La ville se situe cans le Township de West Branch, mais elle est indépendante politiquement.

## l'Histoire
Selon la société généalogique historique du comté d’Ogemaw, West Branch était connu sous le nom Logan’s Mills en 1863. Elle est devenue West Branch plus tard quand des bûcherons l'a renommée d'après l’embranchement de l’ouest (the west branch) de la rivière qui s’appelle la Rifle River. Les fondateurs de West Branch étaient Charles Taber et Monsieur Goodar.
West Branch a beaucoup de bâtiments historiques et l'un des plus anciens est la Bibliothèque publique de West Branch. La bibliothèque a été établie le 2 septembre 1905. Elle a eu plusieurs endroits et adversités pendant sa longue histoire. À son début elle s’est située au deuxième étage de l’Hôtel de West Branch et puis elle a été détruite par un incendie ainsi que le reste du pâté de maisons et elle a déménagé au étage supérieur de Tolfree Livingston Block. Un autre incendie s’est apparaît en janvier 1923 et encore le 1er novembre 1926, puis elle a été frappée par une autre épreuve quand la banc du compté d’Ogemaw a échoué. La bibliothèque s’est récupérée en recevant de capital du Conseil de la Ville. De juin 1923 à 1952, la bibliothèque a allongé ses heures d'ouverture de deux à trente heures par semaine. Finalement en septembre 1949, le Conseil de la Ville a approuvé le déménagement de l’endroit de la bibliothèque au bâtiment de la communauté ce qu’il sera être démolir plus tard et la terre sera être utilisé pour la bibliothèque et l’hôtel de la ville. Le 1er juin 1973, la bibliothèque est ouverte 40 heures par semaine et puis en 1974, elle était considérée comme bibliothèque de la troisième catégorie, disponible pour 5000-12.999 habitants. Elle a grandi exponentiellement et lorsque 2005, elle a un système intégré de diffusion de bibliothèque et un catalogue de bibliothèque automatisé.